# الآلة الإصطناعية
في علم القياس، الآلة الاصطناعية (synthetic instrument) هي برنامج يقوم بوظيفة تركيب أو تحليل أو قياس محددة. و نظام القياس الاصطناعي (SMS) عبارة عن منصة أجهزة مادية عامة مشتركة الغرض، تهدف إلى إجراء العديد من أنواع وظائف التركيب أو التحليل أو القياس باستخدام الآلات الاصطناعية.
أجهزة SMS العامة عادة هي عبارة عن سلسلة مزدوجة مكونة بالأساس من ثلاثة أنظمة فرعية: المعالجة الرقمية و التحكم، و التحويل من تناظري إلى رقمي أو العكس،و معالجة الإشارة. غالبا ما تستخدم السلسلة المزدوجة جانبا واحدا للتحفيز، و الآخر للاستجابة. و يقع بينهما الجهاز قيد الاختبار (DUT) الذي يتم قياسه.

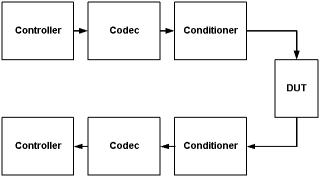
نظام القياس الاصطناعي

الآلة الاصطناعية هي عكس الآلة الموسيقية الطبيعية.
على الرغم من أن كلمة "صناعي" في عبارة "آلة صناعية" قد تبدو و كأنها توحي بأن الآلات الصناعية هي أجهزة توليف: أي أنها تقوم فقط بتلك العملية؛ إلا أن هذا غير صحيح. فالآلة نفسها يتم توليفها؛ و لا يوجد أي شيء ضمني حول ما تفعله . قد تكون الآلة الصناعية في الواقع جهاز توليف، و لكنها قد تكون بسهولة جهاز تحليل، أو هجينة من الاثنين.
يتم وضع خطة تنفيذ الآلات الاصطناعية على أجهزة عامة، أي أن الأجهزة الأساسية ليست مصممة صراحةً لإجراء القياس المعين. ربما تكون هذه هي الخاصية الأكثر بروزًا للألات الاصطناعية. حيث يتم تغليف خصوصية القياس بشكل كامل في البرنامج الذي لا يحدد القياس.[بحاجة لمصدر]</link>
إن القياس على هذه العلاقة بين أجهزة القياس المحددة مقابل الأجهزة العامة التي حُددت وظيفتها بالكامل في البرنامج هو العلاقة بين الدوائر الرقمية المحددة و وحدة المعالجة المركزية للأغراض العامة. يمكن تصميم دائرة رقمية محددة و توصيلها بأجزاء منطقية رقمية لإجراء عملية حسابية محددة. و بدلاً من ذلك، يمكن استخدام المعالج الدقيق أو الأفضل من ذلك، مجموعة بوابات لإجراء نفس الحساب باستخدام البرنامج المناسب. الحالة الأولى خاصة، و الأخرى تعتبر عامة مع تضمين الخصوصية في البرنامج.
على مستوى البرمجيات، تعد قابلية نقل وصف القياس هي السمة الأساسية التي تميز الألة الاصطناعية عن باقي برامج القياس الأكثر شيوعًا، و البرامج التي تقتصر على برمجة الأجهزة و معالجة تدفق البيانات فقط. إضافة إلى ذلك، لا توفر معظم أنظمة البرمجيات المتعلقة بالقياس بطبيعتها التوليف المجرد المحمول للقياسات. حتى لو كانت لديهم مثل هذه الخصائص، فقد لا يتم تطبيقها عادة بهذه الطريقة من قبل المستخدمين ، بالأخص إذا كان النظام يشجع على الوصول غير المجرد إلى الأجهزة. تُستخدم عادةً حزم برامج التطبيق مثل Measure Foundry و LabVIEW مع روابط هيكلية صريحة للقياسات الطبيعية التي تجرى بواسطة أجهزة محددة، و نتيجة لذلك لا تقوم عادةً بتوليف القياسات من وصف تجريدي. من ناحية أخرى، إذا أُستخدم نظام برمجي لتوليف وظائف القياس باعتبارها هياكل سلوكية وصفية، بدلاً من أوصاف تدفق البيانات الهيكلية المرجعية للأجهزة، فإن هذا هو التوليف القياسي الحقيقي. فالقياس هنا هو التمييز بين الوصف الهيكلي غير المحمول والوصف السلوكي المجرد للمنطق الرقمي الذي نراه في أنظمة HDL مثل Verilog .
ترتبط الآلات الاصطناعية المستخدمة في الاختبار و القياس من الناحية المفاهيمية ببرنامج التوليف في الصوت أو الموسيقى. حيث يقوم برنامج توليف الآلات الموسيقية بتوليف صوت آلات معينة من أجهزة عامة. بالطبع، هناك فرق كبير بين هذه المفاهيم و الذي يتحلى في أن برامج توليف الآلات الموسيقية لا تولد عادةً سوى صوت موسيقي، في حين أن الآلة الاصطناعية المستخدمة في الاختبار و القياس قد تكون قادرة على توليد أو قياس بعض الإشارات أو المعلمات.
هناك مصطلح مماثل يستخدم عادة في الاختبار و القياس، وهو الأجهزة الافتراضية ، و هو مجموعة فرعية من الأجهزة الاصطناعية. و رغم أن جميع الأدوات الاصطناعية هي أدوات افتراضية؛ إلا أن المصطلحان يختلفان حينما ستقوم برامج الأدوات الافتراضية بمحاكاة و تعزيز أجهزة الأدوات غير العامة، مما يوفر لوحة أمامية ناعمة، أو إدارة تدفق البيانات من و إلى أداة طبيعية. في هذه الحالة، يقوم الكمبيوتر والبرامج المصاحبة له بتكملة قدرات التحليل و العرض للأداة الطبيعية.
النقطة الأساسية هي هذه: يتم تصنيع الآلات الاصطناعية. الكل أكبر من مجموع الأجزاء. و كما يقول باكمنستر فولر ، فإن هذه الأدوات هي آلات تآزرية . مثلما أن المثلث هو أكثر من مجرد شكل ذو ثلاثة خطوط، فإن الأدوات الاصطناعية هي أكثر من مجرد مثلث الأجهزة: التحكم، الترميز، و التكييف التي يتم تنفيذها عليها.
لذلك، إحدى الطرق لمعرفة ما إذا كان لديك آلة اصطناعية حقيقية هي فحص تصميم الأجهزة وحده و محاولة معرفة نوع الألة. إذا كان كل ما يمكنك تحديده هو حقائق الفئة الأساسية، مثل أنه يمكن تصنيفها كآلة تحفيز أو استجابة، و لكن ليس أي شيء حول ما تم تصميمه خصيصًا لإنشائها أو قياسها — خاصة إذا كانت تفاصيل القياس مخفية بالكامل في البرنامج — فلا تقلق، فمن المحتمل أن يكون لديك آلة اصطناعية حقيقية.
أنشأت وزارة الدفاع هيئة معايير تسمى مجموعة عمل الآلات الاصطناعية (SIWG) و التي يتمثل دورها الأساسي في تحديد معايير التشغيل البيني لأنظمة الآلات الاصطناعية. حيث تُعرف الآلات الاصطناعية (SI) على أنها:
نظام قابل لإعادة التكوين يقوم بربط سلسلة من مكونات الأجهزة و البرامج الأساسية بواجهات موحدة من أجل توليد الإشارات أو إجراء القياسات باستعمال تقنيات المعالجة الرقمية.

## أنظر أيضا
- القياس الاصطناعي

## روابط خارجية
- كتاب-مدونة الأدوات التركيبية